# Herodotus Award
Der Herodotus Award war ein US-amerikanischer Literaturpreis, der kurzzeitig von 1999 bis 2002 für Kriminalliteratur mit historischem Hintergrund in verschiedenen Kategorien vergeben wurde. Die Preisverleihung erfolgte jährlich auf dem „Malice Domestic Convention“ (kurz: Boucheron). Sponsor der Auszeichnung war die von Sue Feder (1951–2005) im Jahr 1998 gegründete The Historical Mystery Appreciation Society (HMAS), deren Mitglieder über die Preisträger abstimmten. Namensgeber der Auszeichnung war der antike griechische Geschichtsschreiber Herodot, Erzähler der ersten historischen Geschichte The History of the Greco-Persian Wars.
In Anerkennung von Feders Leistungen verleiht die Mystery Readers International (MRI) seit 2006 den Sue Feder Memorial Historical Mystery Award und sichert damit die Auszeichnung historischer Kriminalromane.

## Kategorien
| Kategorie                                          | Originalbezeichnung                                                         | verliehen von – bis |
| -------------------------------------------------- | --------------------------------------------------------------------------- | ------------------- |
| Bester historischer Roman                          | Best Historical Mystery Award                                               | 2002                |
| Bester internationaler historischer Roman          | Best International Historical Mystery                                       | 1999–2001           |
| Bester internationaler historischer Erstlingsroman | Best First International Historical Mystery                                 | 2000–2001           |
| Bester historischer US-Roman                       | Best U.S. Historical Mystery                                                | 1999–2001           |
| Bester historischer US-Erstlingsroman              | Best First U.S. Historical Mystery Award                                    | 1999–2002           |
| Beste historische Kriminalkurzgeschichte           | Best Short Story Historical Mystery                                         | 1999–2002           |
| Auszeichnung für das Lebenswerk                    | Herodotus Lifetime Achievement Award for Excellence in Historical Mysteries | 1999–2002           |

## Preisträger
(Alle Verlags- und Erscheinungsdaten beziehen sich auf die Original- bzw. deutschen Erstausgaben)

### Bester historischer Roman
| Jahr | Preisträger/-in       | Originaltitel Verlag, Ort Jahr                      | Deutscher Titel Verlag, Ort Jahr, ISBN |
| 2002 | Miriam Grace Monfredo | Brothers of Cain Berkley Prime Crime, New York 2001 |                                        |

### Bester internationaler historischer Roman
| Jahr | Preisträger/-in  | Originaltitel Verlag, Ort Jahr                   | Deutscher Titel Verlag, Ort Jahr, ISBN                            |
| 1999 | Ross King        | Ex-Libris Vintage, London 1999                   | Das Labyrinth der Welt A. Knaus, München 1999, ISBN 3-8135-0087-X |
| 2000 | Gillian Linscott | Absent Friends St. Martin’s Press, New York 1999 |                                                                   |
| 2001 | Arabella Edge    | The Company Simon & Schuster, New York 2000      | Der Unmensch Marebuchverlag, Hamburg 2003, ISBN 3-936384-80-0     |

### Bester internationaler historischer Erstlingsroman
| Jahr | Preisträger/-in | Originaltitel Verlag, Ort Jahr                      | Deutscher Titel Verlag, Ort Jahr, ISBN                  |
| 2000 | Clare Curzon    | Guilty Knowledge Virago, London 1999                |                                                         |
| 2001 | Betsy Tobin     | Bone House Review, London 2000                      | Das Beinhaus Goldmann, München 2002, ISBN 3-442-45131-0 |
| 2002 | Rhys Bowen      | Murphy’s Law St. Martin’s Paperbacks, New York 2001 |                                                         |

### Bester historischer US-Roman
| Jahr | Preisträger/-in                            | Originaltitel Verlag, Ort Jahr                        | Deutscher Titel Verlag, Ort Jahr, ISBN                              |
| 1999 | Sharan Newman                              | Cursed in the Blood Forge, New York 1998              | Die Familienfehde Econ und List, München 1999, ISBN 3-612-27440-6   |
| 2000 | Steven Saylor                              | Rubicon St. Martin’s Press, New York 1999             | Kein Zurück vom Rubikon Weltbild, Augsburg 2006, ISBN 3-89897-331-X |
| 2001 | Kris Nelscott (aka Kristine Kathryn Rusch) | A Dangerous Road St. Martin’s Minotaur, New York 2000 |                                                                     |

### Bester historischer US-Erstlingsroman
| Jahr | Preisträger/-in | Originaltitel Verlag, Ort Jahr                             | Deutscher Titel Verlag, Ort Jahr, ISBN                   |
| 1999 | Richard Zimler  | The Last Kabbalist of Lisbon Overlook Press, New York 1998 | Der Kabbalist von Lissabon Wunderlich, Reinbek 1997      |
| 2000 | Owen Parry      | Faded Coat of Blue Avon Books, New York 1999               |                                                          |
| 2001 | Joe R. Lansdale | The Bottoms Mysterious Press, New York 2000                | Die Wälder am Fluß DuMont, Köln 2004, ISBN 3-8321-8330-2 |

### Beste historische Kurzgeschichte
| Jahr | Preisträger/-in   | Original-Titel              |
| 1999 | Thomas H. Cook    | Fatherhood                  |
| 2000 | Margaret Frazer   | Neither Pity, Love Nor Fear |
| 2001 | Charles Todd      | The Man Who Never Was       |
| 2002 | Max Allan Collins | Kiss of Death               |

### Auszeichnung für das Lebenswerk
| Jahr | Preisträger/-in    | Jahr | Preisträger/-in      | Jahr | Preisträger/-in       | Jahr | Preisträger/-in       |
| 1999 | Anne Perry England | 2000 | Paul Doherty England | 2001 | Lindsey Davis England | 2002 | Max Allan Collins USA |